# Olimpiano de Bizâncio
Olimpiano ou Olímpio (em grego:  Ολυμπιανός) foi bispo de Bizâncio por onze anos, entre 187 e 198 d.C. No último ano de seu episcopado, Bizâncio foi conquistada pelo imperador romano Sétimo Severo durante a sua disputa com o usurpador Pescênio Níger. O imperador retirou o direito de sé metropolita da cidade e a fez parte da Heracleia Pôntica (?). 
Bizâncio permaneceria como uma sé sufragânea de Heracleia por mais de um século.